# 王常 (後漢)
王 常（おう じょう、? - 36年）は、中国の新代から後漢時代初期の武将。後漢草創期の功臣の1人。字は顔卿。豫州潁川郡舞陽県の人。父は王博。子は王広。最初は緑林軍の部将、下江軍の頭領、更始帝（劉玄）配下の武将であった。光武帝の功臣団「雲台二十八将」と並び洛陽南宮の雲台で顕彰されたため、「雲台三十二将」のひとりと称されることもある。

## 事跡
| 姓名           | 王常 |
| 時代           | 新代 - 後漢時代 |
| 生没年         | 生年不詳 - 36年（建武12年）                                                                                        |
| 字・別号       | 顔卿（字） 劉常（賜姓後）                                                                                          |
| 本貫・出身地等 | 豫州潁川郡舞陽県                                                                                                   |
| 職官           | 偏将〔王匡〕→〔下江軍頭領〕 →廷尉（後に兼行南陽太守事）〔更始〕 →左曹〔後漢〕→漢忠将軍〔後漢〕 →横野大将軍〔後漢〕 |
| 爵位・号等     | 知命侯〔更始〕→鄧王〔更始〕 →山桑侯〔後漢〕→山桑節侯〔没後〕                                                       |
| 陣営・所属等   | 王匡→〔独立勢力〕→更始帝→光武帝                                                                                    |
| 家族・一族     | 父：王博 子：王広                                                                                                  |

### 緑林軍の挙兵
王莽の統治の末期に、弟の仇を討ったために江夏郡へ逃亡した。その後、王匡・王鳳を頭領とする緑林軍に加わり、偏将として活動する。
地皇3年（22年）、疫病により緑林軍を分散しなければならなくなると、成丹・張卬とともに藍口聚（南郡編県）へ向かう。そこで自軍を「下江軍」と号し、王常はこの軍の頭領とみなされた。まもなく新の納言将軍荘尤（厳尤）・秩宗将軍陳茂の攻撃を受けて下江軍は大敗する。しかし石龍山・三鍾山（南陽郡随県）付近で再び勢力を回復した。その後、王常らは上唐郷（南陽郡舂陵県）で荊州牧の軍を撃破し、宜秋聚（南陽郡平氏県）を拠点としている。
同年末、舂陵軍の劉縯（劉秀の兄）が合流を求めて宜秋聚に交渉にやってきた。張卬と成丹は、劉縯の家柄を考えれば、その下風に立たざるを得ないと考え、合流に消極的であった。しかし合流を望む王常は、「南陽劉氏の者たちは皆深謀遠慮があり、必ずや成功する」と説得し、2人を始めとする他の下江軍部将にこれを承認させた。地皇4年（23年）1月、舂陵軍・下江軍の連合軍は、沘水で新の前隊大夫（新制の南陽太守）甄阜、属正（新制の都尉）梁丘賜を撃破し、討ち取っている。

### 更始政権での活躍
その後、緑林軍が再集結した連合軍においては、劉縯と平林軍出身の劉玄とのいずれを天子として擁立するかが、諸将の間で議論となった。この際に王常は、南陽の士大夫（舂陵の諸将など）とともに劉縯を推し、その他の諸将は劉玄を推している。結局劉縯は、分裂を避けるために劉玄にその地位を譲った。こうして更始元年（23年）2月、劉玄は更始帝として即位する。王常は廷尉に任命され、知命侯に封じられた。
まもなく王常は、劉秀・王匡らに従って昆陽（潁川郡）等へ進撃した。同年6月、王常は王鳳とともに昆陽城に立て篭もる。そして、援軍を連れて戻ってきた劉秀と協力し、大司空王邑・大司徒王尋らが率いる新の主力部隊を殲滅した(昆陽の戦い)。更始2年（24年）2月、更始帝が長安に遷都すると、王常は行南陽太守事とされ、鄧王にも封じられる。また8県を食邑とし、劉姓を賜った。このとき、法規を遵守して、南方の人々からその統治を賞賛されている。

### 後漢での活躍
建武2年（26年）、王常は妻子を連れて光武帝のいる洛陽を訪れ、肉袒（上半身肌脱ぎ）して降伏した。光武帝は王常の到来を喜び、これを赦して左曹に任命し、山桑侯に封じた。その後、王常は漢忠将軍に任命され、荊州に割拠していた鄧奉・董訢の討伐に従軍する。さらに北方へ転じて、河間郡・漁陽郡を平定した。
建武5年（29年）秋には、光武帝に従って蘇茂・龐萌を討伐し、力戦奮闘した。建武6年（30年）、長安に駐屯して隗囂に備える。建武7年（31年）、横野大将軍に任命され、他の将軍よりも高位となる。そして隗囂配下の高峻を朝那（安定郡）で破り、他の隗囂軍や羌軍を平定した。建武9年（33年）、内黄（魏郡）の反乱を鎮圧し、さらに北方の故安（涿郡）に駐屯して盧芳に備える。
建武12年（36年）、王常は故安駐屯中に亡くなり、節侯の号を追贈された。子の王広が山桑侯を継承し、後に石城侯に転封された。しかし永平14年（71年）、王広は楚王劉英の反乱に関与したため、改易された。

### 人物像
慎み深く謙虚で倹約質素な人柄ながら、勇猛果敢な戦いぶりを度々示した将軍である。また、下江軍時代に説得交渉に来た劉縯とは、「断金」の交わりの仲になったという。

## 関連記事
- 新末後漢初
- 緑林軍